# موشک ضدکشتی

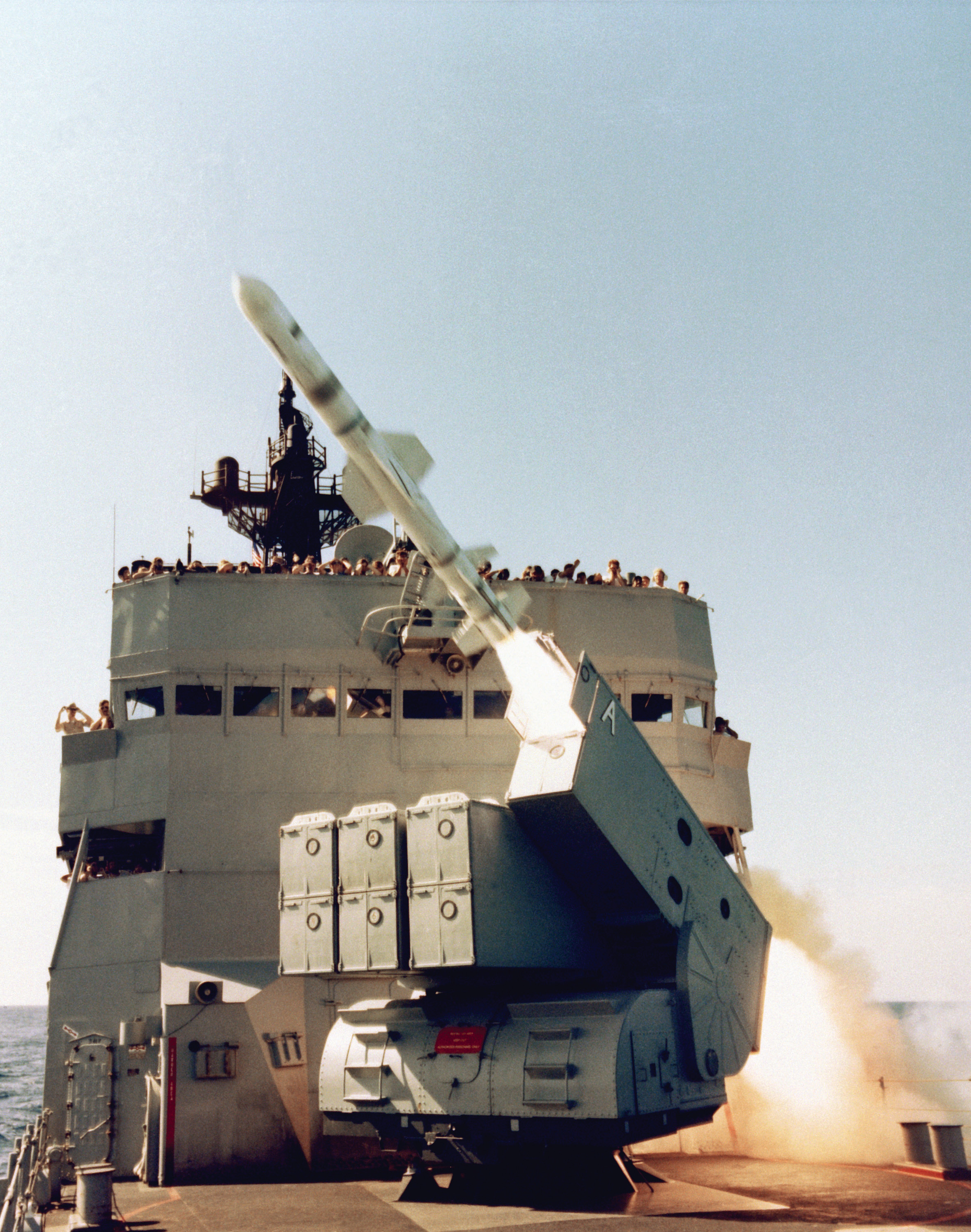
موشک هارپون که در حال شلیک از سکوی ام‌کا-۱۶است

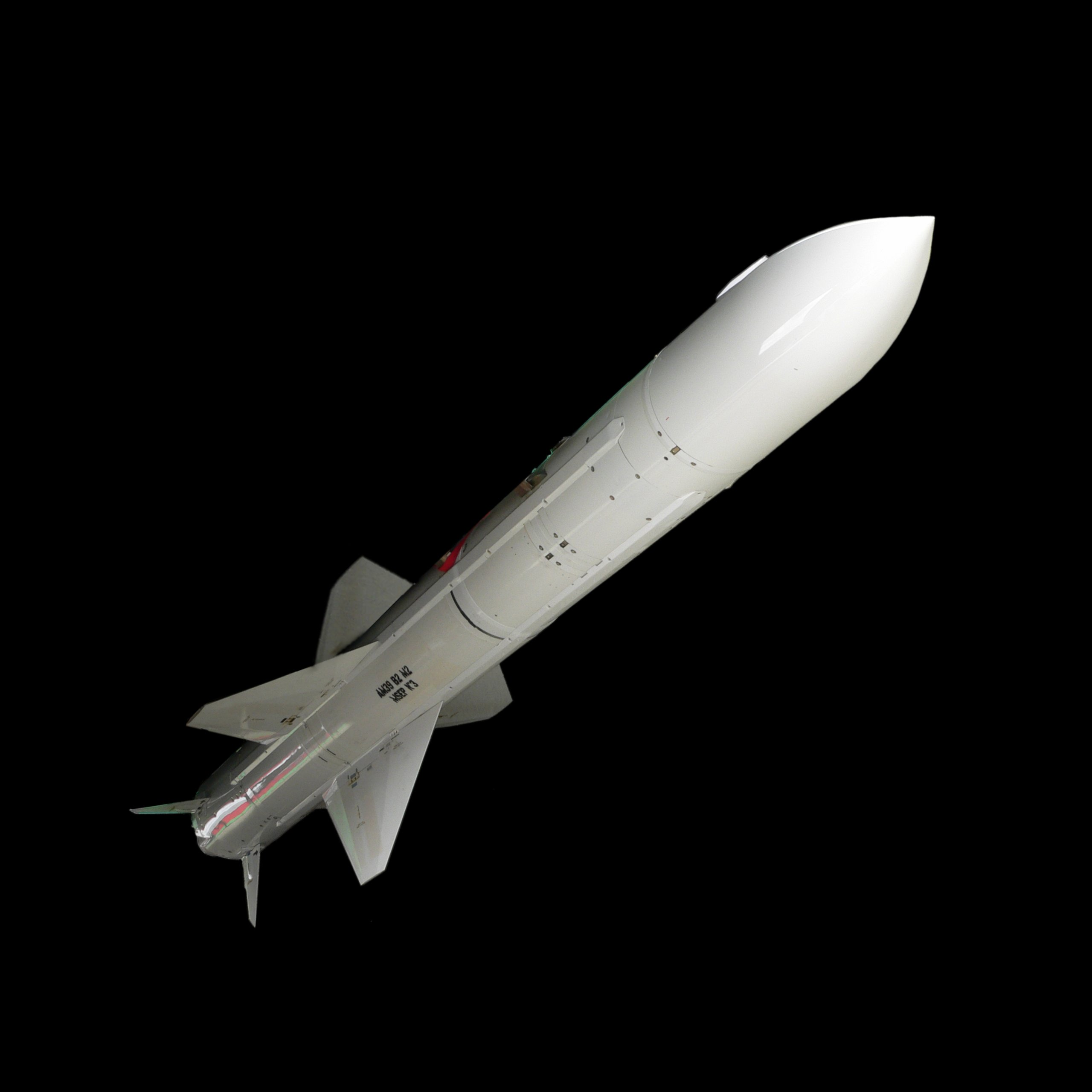
موشک ضدکشتی اگزوسه

موشک ضد کشتی، گونه‌ای موشک هدایت‌شونده است که برای حمله به کشتی‌ها و قایق‌های بزرگ طراحی و ساخته شده‌است. بیشتر این موشک‌ها توانایی حرکت در سطح آب را دارند و از ترکیب سامانه هدایت فیزیکی و راداری استفاده می‌کنند. برخی از آن‌ها هم از هدایت گرمایاب برای تعقیب حرارتی که از کشتی‌ها منتشر می‌شود، استفاده می‌کنند. همچنین امکان هدایت رادیویی موشک‌های ضدکشتی در طول مسیر هم وجود دارد.
نخستین موشک‌های ضد کشتی در آلمان نازی طراحی و ساخته شدند و از هدایت رادیویی استفاده می‌کردند. آن‌ها سال ۱۹۴۳ در جبهه مدیترانه به موفقیت‌هایی دست یافتند و موفق به غرق‌کردن یا آسیب شدید به ۴۴ کشتی شدند. این موشک‌ها می‌توانند از جنگ‌افزارهای گوناگون شامل کشتی‌های جنگی، هواپیما، بالگرد، حمل‌کننده‌های زمینی (مانند کامیون)، آتشبارهای ساحلی و زیردریایی شلیک شوند.

## تاریخچه
موشک‌های ضدکشتی ازجمله نخستین گونه‌های موشک‌های هدایت‌شونده کوتاه‌برد هستند که در جنگ جهانی دوم مورد استفاده قرار گرفتند. نیروی هوایی آلمان در حملاتی که با استفاده از بمب‌افکن انجام می‌شد از موشک‌های فریتز ایکس و هنشل برای حمله به کشتی‌های متفقین استفاده کرد و از این راه بسیاری از کشتی‌ها را غرق کرد و به بسیاری دیگر خسارات بالایی وارد نمود و پیش از این‌که متفقین اقداماتی برای مقابله انجام دهند شمار بسیاری ناو بزرگ را غرق کرد؛ بنابراین متفقین نیز برای مقابله به مثل این گونه جنگ‌افزارهای خود را تقویت کردند.
در دوران جنگ سرد اتحاد جماهیر شوروی دریافت که نمی‌تواند در عرصه سطحی و از نظر کشتی‌ها و ناوهای هواپیمابر حریف ناتو شود. بدین ترتیب وادار به متمرکز شدن روی زیردریایی‌ها، مین‌های دریایی و موشک‌های ضدکشتی شد. یکی از نتایج این تصمیم تولید موشک‌های SS-N-2 Styx بود؛ اتحاد جماهیر شوروی در ادامه نیز انواع هوا پرتابی از موشک‌های ضدکشتی را طراحی کرد که از جمله آن‌ها می‌توان به KS-1 Komet که اشاره کرد که توسط بمب‌افکن‌های توپولف-۹۵ و توپولف-۲۲ حمل می‌شود.
در سال ۱۹۶۷ در جنگ شش روزه ناوشکن ایلات متعلق به نیروی دریایی اسرائیل، توسط شماری موشک ضدکشتی استیکس که از قایق‌های موشک انداز کلاس کومار (ساخت شوروی) مصری پرتاب می‌شد، غرق شد. این نخستین بار بود که یک کشتی با موشک ضدکشتی شلیک شده از کشتی دیگری غرق می‌شد.
سال ۱۹۷۳ در نبرد لاذقیه در جریان جنگ یوم کیپور برای نخستین بار قایق‌های موشک‌انداز به نبرد با یکدیگر پرداختند. در این جنگ نیروی دریایی اسرائیل بسیاری از کشتی‌های سوریه را بدون تحمل کمترین خسارت نابود کرد. اسرائیلی‌ها که برای دفاع در مقابل موشک‌های دشمن از پادکارهای الکترونیکی بهره می‌بردند، پس از نابودی کشتی‌های سوری به نیروی دریایی مصر حمله برده و باز هم بدون هیچ خسارتی چندین شناور مصری را با موشک‌های ضدکشتی غرق کرده و برتری مطلق دریایی را برای خود تضمین کردند.
موشک‌های ضدکشتی همچنین در جنگ فالکلند (جنگ میان آرژانتین و بریتانیا در سال ۱۹۸۲) هم استفاده شدند و موشک‌های فرانسوی اگزوسه خسارت فراوانی به نیروی دریایی بریتانیا وارد کردند. در این جنگ ناوشکن ۴۸۲۰ تنی تایپ ۴۲ شفیلد نیروی دریایی بریتانیا توسط موشک اگزوسه که از هواپیما پرتاب شده بود، خسارات فراوانی دید و کمی بعد غرق شد. همچنین کشتی باری Atlantic Conveyor توسط یک موشک اگزوسه هواپایه غرق شد. در این جنگ همچنین ناوشکن گلامورگان توسط مدل دریاپایه موشک اگزوسه که از روی یک یدک‌کش نصب شده بر روی ناوشکن کومودورو سکوی نیروی دریایی آرژانتین پرتاب شد، خسارات فراوانی دید اما توانست از غرق‌شدن جلوگیری کند.
در ماه مه سال ۱۹۸۷ ناوچه موشک‌انداز یواس‌اس استارک متعلق به نیروی دریایی آمریکا توسط ۲ عدد موشک اگزوسه که از یک میراژ اف۱ عراقی شلیک شده بود آسیب دید و ۳۷ ملوان آن کشته شدند اما توانست خود را به بندرها بحرین برساند.